# Valuta
En valuta kan defineres som et system af penge (monetære enheder) i almindelig brug i et (valuta-)område, oftest en suveræn stat. Med denne definition er danske kroner, britiske pund og europæiske euro alle forskellige typer af valutaer. 

## Valutakurser
Valutaer behøver ikke at være fysiske objekter (mønter eller pengesedler), men er aktiver, som kan handles mellem forskellige aktører på valutamarkeder, hvor de forskellige valutaers relative værdi (valutakurserne) fastsættes. En valutakurs, f.eks. krone/euro-kursen, udtrykker hvor mange kroner man skal betale for at få en euro.
Et lands effektive valutakurs udtrykker udviklingen i landets valuta i forhold til alle andre valutaer. Udviklingen i den effektive valutakurs er et vejet gennemsnit af udviklingen i de bilaterale valutakurser mellem landets og eksempelvis dets samhandelspartneres valutaer.

## Valutaområder
Valutaer defineres af regeringer, og hver officiel valuta har et afgrænset område, hvor den pågældende valuta er lovligt betalingsmiddel – dvs. handlende er (med visse undtagelser) forpligtet til at modtage den pågældende valuta som betalingsmiddel for varer og tjenesteydelser. Danmark (inklusive Grønland og Færøerne) udgør således et valutaområde og euroområdet et andet.
I bredere betydning bruges ordet valuta også somme tider som synonym til penge.

## Faste og flydende valutakurser
Historisk har mange stater tidligere forsøgt at kontrollere kursen på deres eget lands valuta i forhold til andre valutaer, f.eks. under Bretton Woods-systemet i den vestlige verden fra 1944 til 1971. Siden da har der været en tendens i retning af at lade valutaerne flyde frit, hvilket i dag karakteriserer de fleste OECD-lande. Danmark fører dog fortsat, som det eneste OECD-medlem p.t., fastkurspolitik (tidligere i forhold til D-marken, i dag i forhold til euroen).